# Karlsgarten

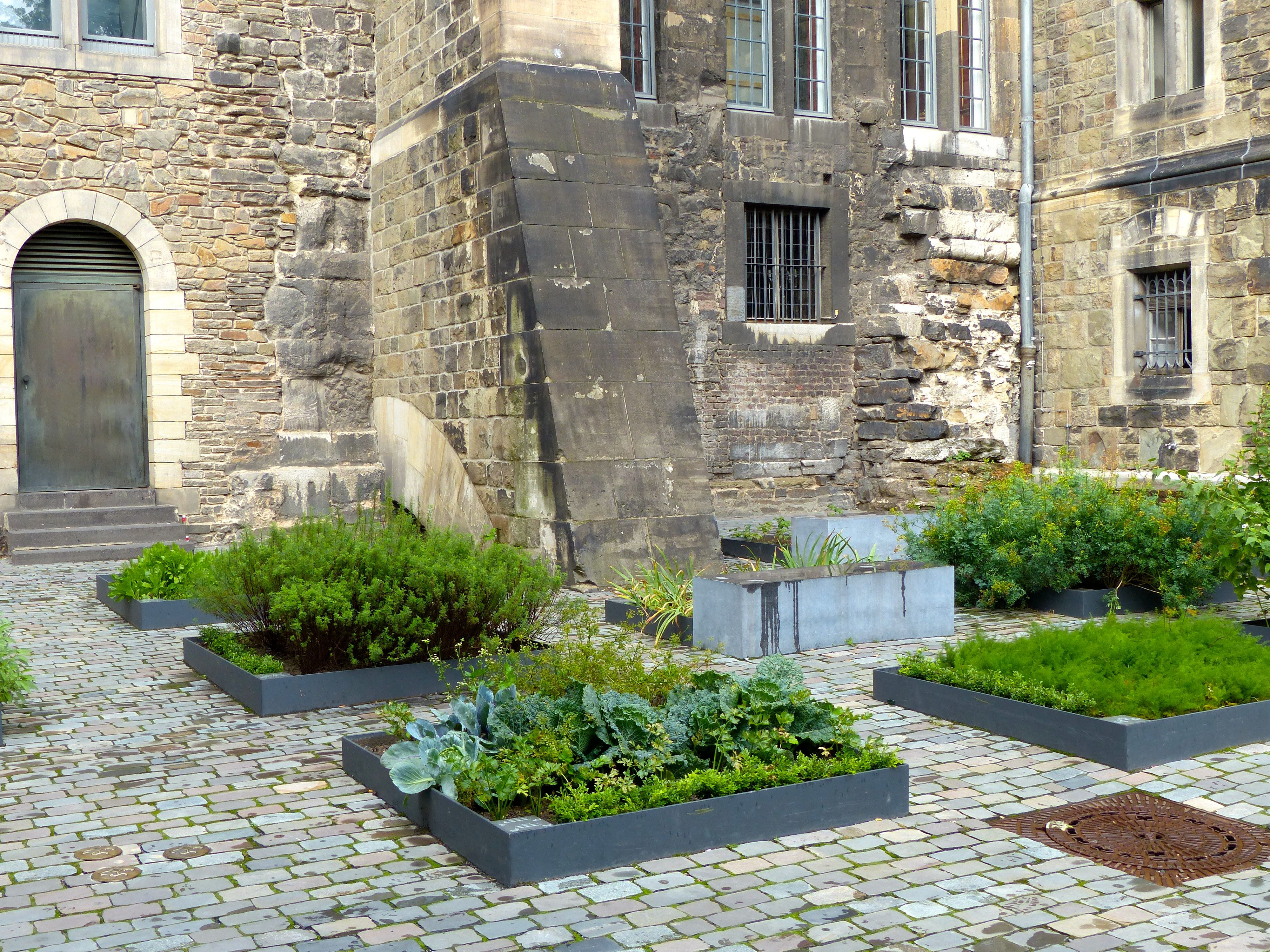
Karlsgarten am Aachener Rathaus

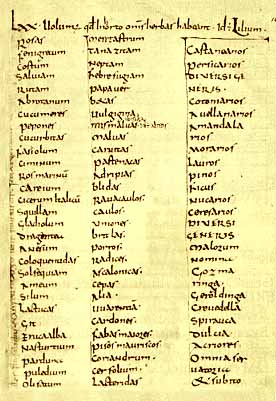
Kapitel LXX des Capitulare de villis

Ein Karlsgarten oder karolingischer Garten ist ein Garten, der das Gartenkonzept der Höfe- und Dörferverordnung (Capitulare de villis vel curtis imperii) Karls des Großen aus der Zeit um 800 in der heutigen Zeit ganz oder in Teilen umsetzt und demonstriert.
Bekannte Beispiele für Karlsgärten und ähnliche Gärten gibt es unter anderem in Deutschland, Österreich und Frankreich. Allein in Aachen gibt es zwei Karlsgärten.

## Deutschland
- Karlsgarten am Aachener Rathaus hinter dem gotischen Rathaus in Aachen am Durchgang zum Katschhof, mit einer Auswahl der Pflanzen des Capitulare de villis. Angelegt im Jahr 1965, gepflegt vom Freundeskreis Botanischer Garten Aachen.[1] Im Jahr 2000 wurden dort etwa 50 Pflanzenarten aus dem Capitulare angebaut.[2]
- Karlsgarten in Aachen-Melaten beim Gut Melaten im Westen von Aachen, mit allen Pflanzen des Capitulare de villis. Angelegt im Jahr 2000, gepflegt vom Freundeskreis Botanischer Garten Aachen.[1][3]
- Karlsgarten in der Heilpflanzenschule Verden in Verden, angelegt im Jahr 2005, mit allen Pflanzen des Capitulare de villis[4]
- Karlsgarten in Menslage, in Entstehung seit 2012.[5][6]
- Heilpflanzenbeet im Botanischen Garten Solingen, angelegt im Jahr 2005, Umgestaltung im Jahr 2015. Mit etwa 55 Pflanzen aus dem Capitulare de villis, die in 24 Einzelbeeten gemäß der Fruchtfolge wechselnd angebaut werden.[7]
- Kräutergarten im Archäologischen Freilichtmuseum Oerlinghausen. Als Grundlage für die Auswahl der hier angebauten Pflanzen dienen neben dem Capitulare de villis auch ein Plan des Klosters St. Gallen  (ca. 820) sowie Walahfrid Strabos botanisches Lehrgedicht Liber de cultura hortorum (ca. 830).[8]
- Karolingischer Garten im Bereich der Ingelheimer Kaiserpfalz, 2012 im Graben vor dem „Heidesheimer Tor“ angelegt (als Nachfolger eines kleineren Kräutergärtchens, das 1999 am Zuckerberg angelegt wurde)[9]
- Karolingischer Garten bei der Pfarrkirche St. Martin, Garmisch-Partenkirchen[10][11]

## Frankreich
- Jardin médicinal « Capitulaire de Charlemagne » (Heilkräutergarten) des Château de Kerambar’h bei Landaul in der Bretagne[12]
- Jardin carolingien (karolingischer Garten) in Melle im Département Deux-Sèvres[13]

## Österreich
- Capitulare-Garten im Schloss Gainfarn (Bad Vöslau, Niederösterreich), angelegt anlässlich der Gartenausstellung 2010[14]